# 飛行艇 (King Gnuの曲)
「飛行艇」（ひこうてい）は、日本のミクスチャー・ロックバンドKing Gnuの3作目の配信限定シングル。2019年8月9日にAriola Japanよりデジタルリリースされた。

## 概要
- 前作『白日』より約6か月を経てのリリース。また、撮影地は前作『白日』と同じヘレナ国際ホテル（駐車場部分）。
- 楽曲を手がけた常田大希は、「いかんせん悲観したくなるような事ばかりの時代ではありますが、そんな時代を生きる皆さんの背中を、そして我々の背中をもグッと押してくれるようなエネルギーを纏った曲に仕上がったことをとても誇りに思います」とコメントしている[5]。
- 本作のMVは、ドローンを使用した映像が特徴で、撮影にはFIGLABが開発したモーションコントロール技術を活用。撮影前には、舞台になっている螺旋の空間が3DCGで制作され、複雑なシーンを事前に視覚化するプレビジュアライゼーションが作成された。さらにオプティトラックと呼ばれるモーションキャプチャシステムを実際の空間に配置し、プレビジュアライゼーション上のカメラワークをドローンの動きにプログラミングで制御しながら反映させる形で撮影が行われた[6]。

## チャート成績
- 2019年8月19日付のBillboard JAPANダウンロード・ソング・チャート“Download Songs”では初動29,006ダウンロードを売り上げ、3位にランクイン[7]。
- 2019年8月19日付のオリコン週間デジタルシングル（単曲）ランキングで、3位にランクイン。
- 2019年8月19日付のBillboard Japan Hot 100で10位を獲得[8]。
- 2019年8月19日付のBillboard Japan Hot Buzz Songで6位を獲得[9]。
- 2019年8月26日付のBillboard JAPANストリーミング・ソング・チャート“Streaming Songs”では1,882,317回再生を記録し、8位にランクイン[10]。
- 2019年8月23日～29日集計のYouTubeチャート「週間楽曲ランキング」では2,419,634再生を記録し、5位にランクイン[11]。
- 2021年4月18日にMV再生回数5000万回を突破した。

## 認定
|                                | 認定 (RIAJ) | 売上/再生回数       |
| ------------------------------ | ----------- | ------------------- |
| ダウンロード                   | ゴールド    | 100,000* DL         |
| ストリーミング                 | プラチナ    | 100,000,000* 回再生 |
| *認定のみに基づく売上/再生回数 |             |                     |

## 収録曲
1. 飛行艇 - [4:21]
作詞・作曲：常田大希　編曲：King Gnu
  - ANA 国内版テレビCM『ひとには翼がある』篇CMソング（2019年7月）[5]
  - TBS『日曜日の初耳学』「インタビュアー林修」テーマ曲
  - キリンビバレッジ「FIRE ワンデイ」CMソング（2025年5月）[13]